# Hippolyte Louis Gory
Pour les articles homonymes, voir Gory.
Hippolyte Louis Gory (Paris, 28 septembre 1800 - Paris, 26 avril 1852) est un entomologiste français, spécialisé dans les coléoptères. 

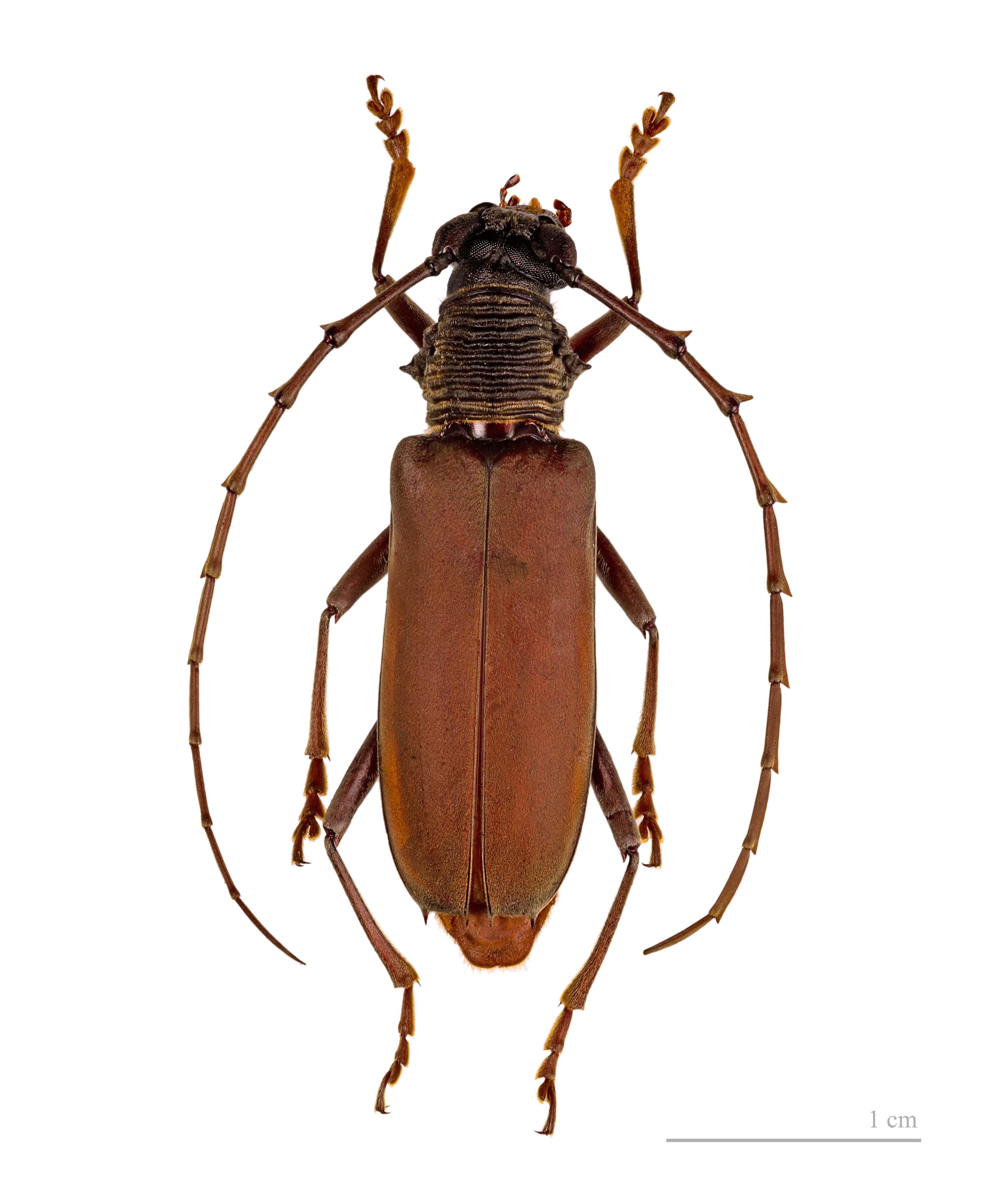
Jupoata rufipennis décrit par Gory - Muséum de Toulouse.

## Vie
Hippolyte Louis Gory est né à Paris, 5e arrondissement le 27 septembre 1800 (5 vendémiaire An IX). Il épouse Sophie Marie Sotom à Paris le 30 mars 1826. Il meurt le 26 avril 1852 à Paris, 11e arrondissement.

## Travaux
Horn & Schenkling donnent une liste de 44 travaux d'entomologie.
L'un de ses ouvrages principaux est l'Histoire naturelle et iconographie des insectes coléoptères (1837–1841), dont il écrivit les volumes 2 à 4; Castelnau est l'auteur du premier volume seul. Cet ouvrage est l'un des plus rares livres d'entomologie.
Un autre travail magistral est sa Monographie des Cétoines et genres voisins, écrit en collaboration avec Percheron.